# The Blueprint
The Blueprint är ett studioalbum av rapparen Jay-Z som släpptes 11 september 2001, en vecka innan det officiella datumet för att motverka bootlegging.

## Låtlista
1. "The Ruler's Back" - 3:49
2. "Takeover" - 5:13
3. "Izzo (H.O.V.A.)" - 4:00
4. "Girls, Girls, Girls" - 4:35
5. "Jigga That Nigga” - 3:24
6. "U Don't Know" - 3:19
7. "Hola' Hovito" - 4:33
8. "Heart of the City (Ain't No Love)" - 3:43
9. "Never Change" - 3:58
10. "Song Cry" - 5:03
11. "All I Need" - 4:28
12. "Renagade" - 5:37
13. "Blueprint (Momma Loves Me)" - 12:08